# Christian Mosbæk
Christian Mosbæk (født 1. september 1957) er en dansk skuespiller. Han er uddannet i 1984 fra Skuespillerskolen ved Aarhus Teater.
Mosbæk har medvirket i flere film og serier, bl.a. Danmarks Radios populære Krøniken, hvor han spillede salgschef Kjeldsen. Mosbæk har også medvirket i serierne Rejseholdet, Nikolaj og Julie, Ørnen
Anna Pihl og Langt fra Las Vegas, og i flere spillefilm, deriblandt En Soap. Han har også medvirket i sitcommen Anstalten, der blev sendt på TV 2 Zulu i 2011.

## Filmografi
- Kidnapning (2017)